# 考波什梅勒
考波什梅勒，是匈牙利绍莫吉州所辖的一个村。总面积13.98平方公里，总人口2447，人口密度175.0人/平方公里（2011年1月1日）。